# Маншикур, Пьер де
Пьер де Маншику́р (фр. Pierre de Manchicourt; около 1510, Бетюн, Французское королевство, ныне регион О-де-Франс, департамент Па-де-Кале, Франция — 5 октября 1564, Мадрид) — французский композитор.

## Краткий очерк жизни и творчества
В 1539—1546 гг. Маншикур руководил музыкальным оформлением службы в кафедральном соборе Святого Мартина в Туре. В 1556 г. каноник кафедрального собора в Аррасе, с 1559 г. до конца жизни работал при дворе испанского короля Филиппа II.
Творческое наследие Маншикура стилистически разнообразно — в нём есть и церковная (духовная) и светская музыка. В духовной музыке основные жанры — месса и мотет. Маншикур сочинил 19 месс на 4-6 голосов (включая пятиголосный Реквием) и более 70 мотетов. Последние написаны, как правило, на традиционные библейские и паралитургические тексты, но есть и окказиональные, приуроченные к событиям политической истории (в честь кардинала А. П. де Гранвелы, испанского короля Карла V и др.). Шансон Маншикура (всего 53) в большинстве своём технически изысканны: они значительно ближе полифонии во фламандском вкусе, чем шансон «парижского типа» (с моноритмической фактурой и силлабикой).
О популярности Маншикура свидетельствует Франсуа Рабле в прологе к Четвёртой книге (напечатана в 1552) романа «Гаргантюа и Пантагрюэль» (см. статью Франсуа Рабле и композиторы на Портале БРЭ). В анекдоте о просеке, который Приап рассказывает Юпитеру, он включён во второй (позднейший) список прославленных композиторов (наряду с А. Виллартом, Н. Гомбертом, Ф. Вердело, К. де Сермизи), распевающих хором непристойные стишки.